# سيا نيوزاكي
سيا نيوزاكي (باليابانية: 新関 成弥) (28 أبريل 1999 في شيزوكا في اليابان – )؛ هو لاعب كرة قدم كان يلعب كلاعب وسط.

## وصلات خارجية
- سيا نيوزاكي على موقع رابطة كرة القدم اليابانية للمحترفين (اليابانية)
- سيا نيوزاكي على موقع قاعدة بيانات كرة القدم.إي يو (الإنجليزية)
- سيا نيوزاكي على موقع Soccerway.com (الإنجليزية)
- سيا نيوزاكي على موقع عالم كرة القدم.نت (الإنجليزية)